# Guerra dos Pastéis
A Guerra dos Pastéis (em castelhano:  Guerra de los pasteles, em francês:  Guerre des Pâtisseries) ou Primeira intervenção francesa no México foi uma invasão do México levada a cabo por tropas francesas em 1838. A guerra também foi chamada Guerra dos Bolos.

## Antecedentes
Esta guerra surgiu como consequência directa da instabilidade económica e política que assolou o país durante os primeiros anos da república mexicana. Neste período o México esteve repetidamente sujeito a movimentos de rebelião levados a cabo por oficiais militares e por várias facções. Os presidentes da república sucediam-se a um ritmo elevado, sendo na sua maioria homens com fome de poder e dispostos a utilizar o cargo em seu proveito próprio. Economicamente, a dívida externa era grande, devida sobretudo aos elevados empréstimos contraídos com vários países europeus, tendo atingido o ponto em que o México já não conseguia honrar os compromissos assumidos. 
As várias sublevações produziram outros tantos conflitos armados, mais ou menos intensos, dos quais resultou a destruição de quantidade significativa de propriedade privada, quer de cidadãos nacionais quer de estrangeiros (entre os quais franceses). Os cidadãos mexicanos afectados pouco podiam fazer para ver os seus prejuízos reparados, enquanto que os comerciantes estrangeiros apelaram ao governo mexicano para que este os compensasse pelos danos causados, sem qualquer efeito, pelo que começaram a apelar aos seus próprios governos. Apesar das repetidas solicitações francesas não terem sido atendidas, o governo francês acabaria por deixar cair este assunto.

## O estalar da guerra
Entre os cidadãos franceses que reclamavam compensação, havia um pasteleiro, de nome Remontel, estabelecido em Tacubaya, Cidade do México, que em 1838 afirmava ter sofrido um prejuízo de 60 000 pesos em pastéis, durante confrontos ocorridos dez anos antes. Não obtendo resposta do governo mexicano, recorreu ao rei Louis-Philippe da França. A França exigiu então ao governo mexicano o pagamento de 600 000 pesos de indenização. Este montante era extremamente elevado, se comparado com o salário de um peso diário auferido por um operário. Além dessa quantia, o México estava em falta com os pagamentos da dívida de vários milhões de dólares anteriormente contraída com a França.
No início de 1838 chegaram às costas de Veracruz vários vasos de guerra franceses, sob o comando do almirante Bazoche, ameaçando invadir o México se não cumprisse as condições do ultimato entretanto apresentado pelo embaixador francês, o Barão Deffaudis, que vencia dia 15 de abril. O então presidente Anastasio Bustamante recusou ceder ao ultimato e assim, a 16 de abril, os navios franceses bloquearam os importantes portos de Tampico e de Veracruz, apresando vários navios mexicanos. O bloqueio duraria 8 meses. Os mexicanos começaram então a utilizar portos do Texas para movimentar mercadorias. Vendo que o México não cedia, apesar da perda da sua principal fonte de receitas fiscais, a França enviou uma frota de outros vinte navios, sob o comando de Charles Baudin, veterano das Guerras Napoleónicas.
A 27 de novembro de 1838 a frota abriu fogo sobre a fortaleza de San Juan de Ulúa, que defendia o porto de Veracruz, bem como sobre a cidade. Três dias depois o México declarava guerra à França. No entanto, o exército mexicano praticamente inexistia a essa altura e portanto a oposição mexicana nunca se materializou. Veracruz seria ocupada em 5 de dezembro.

## O papel de Santa Anna
Entretanto, e sem autorização superior, Antonio López de Santa Anna decidiu averiguar da situação em Veracruz, deixando o seu retiro em Xalapa. Após esta averiguação solicitou permissão para enfrentar os franceses, tendo-lhe sido ordenado que o fizesse por todos os meios possíveis. Com 3000 homens sob o seu comando dirigiu-se para Veracruz, mas as suas tropas não tinham nem a capacidade nem o número necessários para fazer frente às 30 000 tropas francesas estabelecidas na cidade. Metade delas seriam mortas ou feridas em combate. Num confronto com a retaguarda francesa Santa Anna seria atingido numa perna que lhe seria posteriormente amputada. Este facto seria bem explorado por Santa Anna para regressar ao poder.

## O final do conflito
Por esta altura o Reino Unido fez deslocar para a área do conflito uma esquadra com o objectivo de mediar negociações entre as duas partes, pois o bloqueio francês impedia o acesso de vários países europeus a um dos mais importantes mercados das Américas. As duas partes encontraram-se em Veracruz e em 9 de Março de 1839 foi assinada a paz. O México aceitava pagar a compensação de 600 mil pesos exigida pela França. Por seu lado, a França retirava a sua frota e devolvia os navios mexicanos que haviam sido apresados.